# Radiokanaler i Stockholms län
Radionätverk som finns i Stockholm är bland annat Sveriges Radio, MTG Radio och Bauer Media.

## Sveriges Radio
Sveriges Radio har sitt huvudkontor vid Gärdet i Stockholm. Kanaler som SR sänder i Stockholm är: SR P1, SR P2, SR P3, SR P4 Stockholm och SR P6 Stockholm International. SR sänder även flera temakanaler över det digitala nätet för DAB i Stockholm.

## Kommersiell radio
Bauer Media sänder Mix Megapol, NRJ, Svensk pop, Rockklassiker, Lugna Favoriter och Vinyl FM.
NENT Group sänder stationerna Rix FM, Bandit Rock och Star FM.

## Närradio
Det finns närradiosändningar i nästan alla kommuner i Stockholms län.

## Frekvenser[1]
| Stationsbeteckning                                                                                   | Sändningsort     | Frekvens | Slavsändare                                                             | Typ               |
| --- | ---------------- | -------- | ----------------------------------------------------------------------- | ----------------- |
| FM Norra Södertörn / Radio Botkyrka                                                                  | Botkyrka / Tumba | 91,6     | -                                                                       | Närradio          |
| Radio Viking                                                                                         | Ekerö            | 101,4    | -                                                                       | Närradio          |
| Radio Haninge                                                                                        | Haninge          | 98,5     | -                                                                       | Närradio          |
| Järfälla Närradioförening                                                                            | Järfälla         | 94,2     | -                                                                       | Närradio          |
| Radio Lidingö                                                                                        | Lidingö          | 97,8     | -                                                                       | Närradio          |
| Radio Sigtuna                                                                                        | Märsta           | 88,2     | -                                                                       | Närradio          |
| Skärgårdsradion Roslagen                                                                             | Norrtälje        | 107,8    | 104,1 Hallstavik                                                        | Närradio          |
| Radio Rangarang / Radio AVA                                                                          | Sollentuna       | 94,6     | -                                                                       | Närradio          |
| Radio Sedaye Shoma / Radio Melody 97.3                                                               | Solna            | 97,3     | -                                                                       | Närradio          |
| Radio Nostalgi                                                                                       | Stockholm        | 105,1    | -                                                                       | Kommersiell radio |
| Mix Megapol                                                                                          | Stockholm        | 104,3    | 92,0 Norrtälje                                                          | Kommersiell radio |
| Rix FM                                                                                               | Stockholm        | 106,7    |                                                                         | Kommersiell radio |
| Rockklassiker                                                                                        | Stockholm        | 106,3    | -                                                                       | Kommersiell radio |
| Vinyl FM                                                                                             | Stockholm        | 105,9    | -                                                                       | Kommersiell radio |
| Feel Good Hits                                                                                       | Stockholm        | 104,7    | 87,8 Södertälje                                                         | Kommersiell radio |
| Bandit Rock                                                                                          | Stockholm        | 101,9    | 90,9 Södertälje                                                         | Kommersiell radio |
| NRJ                                                                                                  | Stockholm        | 105,5    | 95,0 Södertälje                                                         | Kommersiell radio |
| Star FM                                                                                              | Stockholm        | 107,1    | -                                                                       | Kommersiell radio |
| Lugna Favoriter                                                                                      | Stockholm        | 107,5    | -                                                                       | Kommersiell radio |
| Go Country 107.9                                                                                     | Stockholm        | 107,9    | Huddinge                                                                | Närradio          |
| Radio Nacka                                                                                          | Stockholm        | 99,9     | -                                                                       | Närradio          |
| Radio Sydväst                                                                                        | Stockholm        | 88,9     | -                                                                       | Närradio          |
| P5 STHLM                                                                                             | Stockholm        | 93,8     | 97,6 Södertälje                                                         | SR                |
| SR P1                                                                                                | Stockholm        | 92,4     | 89,3 Nynäshamn, 90,5 Norrtälje                                          | SR                |
| SR P2 Musik                                                                                          | Stockholm        | 96,2     | 95,6 Nynäshamn, 94,0 Norrtälje                                          | SR                |
| SR P3                                                                                                | Stockholm        | 99,3     | 101,0 Nynäshamn, 98,5 Norrtälje                                         | SR                |
| SR P4 Stockholm                                                                                      | Stockholm        | 103,3    | 102,9 Nynäshamn, 102,1 Norrtälje, 94,7 Väddö                            | SR                |
| SR P6 Radio Sweden, SR Sapmi, SR Sisu Radio, BBC World                                               | Stockholm        | 89,6     | -                                                                       | SR                |
| Stockholm Järva                                                                                      | Stockholm        | 91,1     | -                                                                       | Närradio          |
| Stockholm Närradio 101,1 / Radio Sydost                                                              | Stockholm        | 101,1    | -                                                                       | Närradio          |
| Stockholm Närradio 88,0                                                                              | Stockholm        | 88,0     | -                                                                       | Närradio          |
| Stockholm Närradio 95,3 / [Stockholm Lokalradio] / Rocket FM /                                       | Stockholm        | 95,3     | -                                                                       | Närradio          |
| Stockholm Västerort / MRS 90½                                                                        | Stockholm        | 90,5     | -                                                                       | Närradio          |
| Sveriges Radio DAB SR Atlas SR Klassiskt SR Minnen SR P1 Radioapans knattekanal P7 Sisuradio P3 Star | Stockholm        | 12B      | 12B Märsta/Brista, 12B Södertälje, 12B Kaknäs, 12B Marieberg, 12B Nacka | DAB SR            |
| Mix Megapol                                                                                          | Södertälje       | 100,8    | -                                                                       | Kommersiell radio |
| Rix FM                                                                                               | Södertälje       | 92,0     | 100,3 Haninge                                                           | Kommersiell radio |
| Södertälje Närradio / Radio Futuro                                                                   | Södertälje       | 88,4     | -                                                                       | Närradio          |
| Tyresöradion                                                                                         | Tyresö           | 91,4     | -                                                                       | Närradio          |
| Radio Nord 98,3                                                                                      | Täby             | 98,3     | -                                                                       | Närradio          |
| Rix FM                                                                                               | Upplands Väsby   | 88,6     | -                                                                       | Kommersiell radio |
| Skärgårdsradion                                                                                      | Värmdö           | 90,2     | -                                                                       | Närradio          |
| Radio Kanalen / Radio Österåker                                                                      | Åkersberga       | 103,7    | -                                                                       | Närradio          |